# Metallurg Novokuznetsk
Metallurg Novokuznetsk är en professionell ishockeyklubb från Novokuznetsk, Ryssland, som tidigare spelade i Kontinental Hockey League. I slutet av maj 2017 meddelades dock att laget från säsongen 2017-2018 uteslutits ur KHL på grund av ekonomiska problem.
Laget spelar sina hemmamatcher i DS Kuznetskikh Metallurgov.

## Meriter
- Sovjetiska andraserien i ishockey vinnare 1964, 1966, 1971